# Stanići (Derventa, BiH)
Stanići su naselje u sastavu Grada Dervente, Republika Srpska, BiH. 

## Stanovništvo
Nacionalni sastav stanovništva 1991. godine, bio je sljedeći:
ukupno: 370
- Hrvati - 359
- Srbi - 4
- Jugoslaveni - 6
- ostali, neopredijeljeni i nepoznato - 1